# Bathytroctes macrognathus
Bathytroctes macrognathus är en fiskart som beskrevs av Sazonov, 1999. Bathytroctes macrognathus ingår i släktet Bathytroctes och familjen Alepocephalidae. Inga underarter finns listade.